# Māris Purgailis
Māris Purgailis (ur. 8 grudnia 1947 w Rydze, zm. 26 września 2022) – łotewski polityk i samorządowiec, burmistrz Rygi w latach 1994–1997.

## Życiorys
W 1971 ukończył studia z dziedziny cybernetyki ekonomicznej na Łotewskim Uniwersytecie Państwowym, na którym pracował następnie jako wykładowca oraz dziekan Wydziału Ekonomii i Zarządzania. W latach 1994–1997 sprawował funkcję radnego i burmistrza Rygi z ramienia LNNK. Po odejściu z urzędu wstąpił do Łotewskiej Drogi (był m.in. członkiem jej zarządu). Należał do łotewskiej federacji brydżu.